# Wheelmap.org
Wheelmap.org – serwis internetowy (obejmujący aplikację na iPhone oraz stronę internetową) umożliwiający wyszukiwanie obiektów na całym świecie. Aplikacja i strona mają umożliwić niepełnosprawnym swobodne poruszanie się po mieście i podróżowanie. Założona w 2010 roku przez Raula Krauthausena.

## Piktogramy
Użytkownicy oceniają POI pod względem dostępności oraz udogodnień dla niepełnosprawnych:

| Grün |                                       | Wózki inwalidzkie mają pełny, nieograniczony, dostęp | * wejście: bez stopni                                                        |
| Grün | zieleń:                               | Wózki inwalidzkie mają pełny, nieograniczony, dostęp | * pomieszczenia: bez stopni                                                  |
| Grün | * toaleta (jeżeli jest): dostępna     | Wózki inwalidzkie mają pełny, nieograniczony, dostęp |                                                                              |
| .    |                                       |                                                      |                                                                              |
| Gelb |                                       | Wózki inwalidzkie mają częściowy dostęp              | * wejście: ma stopnie, ale nie wyższe niż 7 cm/3 cale (szerokość dłoni)      |
| Gelb | żółć:                                 | Wózki inwalidzkie mają częściowy dostęp              | * pomieszczenia: najważniejsze pokoje są bezstopniowe                        |
| Gelb | * toaleta (jeżeli jest): nie dostępna | Wózki inwalidzkie mają częściowy dostęp              |                                                                              |
| .    |                                       |                                                      |                                                                              |
| Rot  |                                       | Brak dostępu dla wózków inwalidzkich                 | * wejście: ma stopnie wyższe niż 7 cm/3 cale (szerokość dłoni)               |
| Rot  | czerwień:                             | Brak dostępu dla wózków inwalidzkich                 | * pomieszczenia: najważniejsze pokoje są niedostępne dla wózków inwalidzkich |
| Rot  | * toaleta (jeżeli jest): nie dostępna | Brak dostępu dla wózków inwalidzkich                 |                                                                              |

Szara znaczy tyle samo co nie mamy danych. Każdy może ocenić wybrane miejsce lub po zalogowaniu dodać komentarz.